# Vladimir Kotani
Vladimir Kotani (ur. 10 marca 1952 w Ersekë) – albański kompozytor i tekściarz. Jest autorem ponad 1500 albańskich pieśni muzyki rozrywkowej; wśród nich znajdują się utwory dla Teatru Narodowego w Tiranie, muzyka użyta w filmach (m.in. w produkcji Kiedy rozstajesz się z przyjaciółmi z 1987 roku), a także 3 zwycięskie piosenki Festivali i Këngës: Çel si gonxhe dashuria, Në moshën e rinisë i Kur e humba një dashuri (utwory wygrały odpowiednio w edycjach 23, 24 i 32).